# رزین (اهر)
رزین یکی از روستاهای استان آذربایجان شرقی است که در دهستان بزکش بخش مرکزی شهرستان اهر واقع شده‌است.این روستا ۱۰۷ نفر جمعیت دارد.
'''رزین''' یکی از روستاهای [[استان آذربایجان شرقی]] است که در [[
 طبق شواهد و آثار بجا مانده این روستا محل زندگی زرتشتیان بوده و از تاریخی چند هزار ساله برخوردار است.

## History museum ====منابع
1. ↑  «درگاه ملی آمار».
2. ↑  «اطلاعات آماری جامعه روستایی».